# هيروفيل سانت كلاير
هيروفيل سانت كلاير، (النطق الفرنسي: [ايفيلا سكي]) هي بلدية في مقاطعة كالفادوس في منطقة نورماندي في شمال غرب فرنسا. وهي ضاحية من مدينة كاين

## موقعها
تقع بالقرب في اتجاه شمالي شرقي على طول الجانب الغربي لقناة كانال دي كاين لا مير. يُطلق على سكانها اسم هيروفيليه. ويوجد على الجانب الآخر من القناة من هيروفيل يوجد محطة تصنيع شاحنات رينو، ويقع بين القناة ونهر أورني. تقع مدينة كولومبليس شرق النهر مباشرة.
كان هيروفيل هو اسم البلدية حتى عام 1957.

## تعداد السكان
واجهت هيروفيل سانت كلاير تطورًا سريعًا للغاية مما جعلها أكثر ضواحي كاين اكتظاظًا بالسكان. كانت البلدة بسيطة في بداية عام 1960 ، انتقلت البلدية مما يقل عن 2000 نسمة إلى ما يقارب من 25000 في أقل من خمسة عشر عامًا. لم يتغير هذا الرقم إلا قليلاً منذ عام 1975.

## روابط خارجية
- الموقع الرسمي